# 사랑의 학교

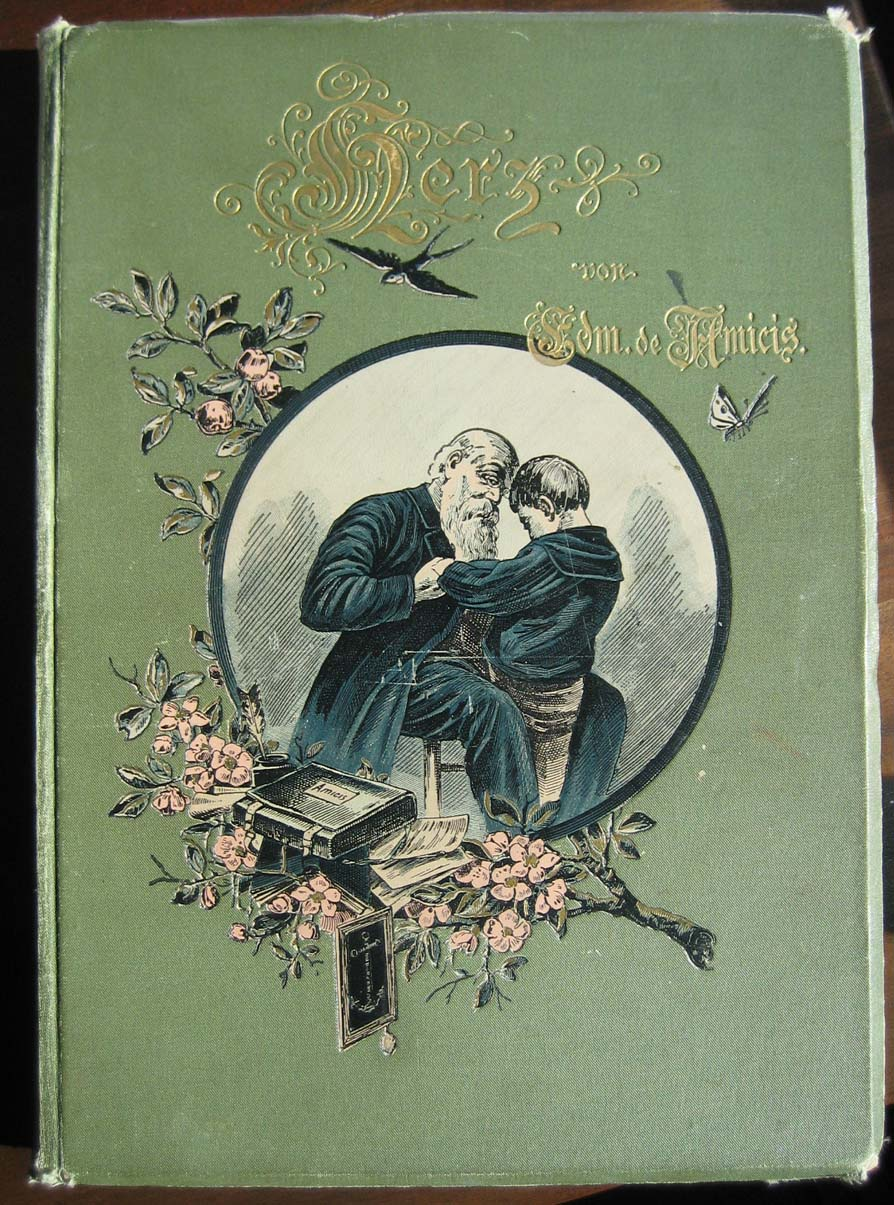
Cover of Herz, an 1894 German translation.

《사랑의 학교》( - 學校, 이탈리아어: Cuore 쿠오레[*], 문화어: 꾸오레)는 이탈리아의 작가 에드몬도 데 아미치스가 1886년에 발표한 아동문학이다. 원제 Cuore는 이탈리아어로 마음, 심장을 뜻한다. 초등학교 4학년인 엔리코가 학교와 가정에서 있었던 아름다운 일들을 일기에 적어가는 형식을 취하고 있다. 작품 속에서 담임선생님이 들려준 에피소드 형식으로 삽입된 작품 속 작품인 《엄마 찾아 삼만리》는 만화와 애니메이션으로 각색되기도 하였다. 조국 이탈리아에 대한 작가의 애국심과 가난을 피해 해외 취업 이민 등 국외로 이주 해야 했던 이탈리아 민중들의 삶에 대한 묘사가 작품의 가장 큰 특징이다.

## 등장인물
- 엔리코
- 가로네
- 데로시
- 스타르디
- 크로시
- 코레티
- 가로피
- 프레코시
- 넬리
- 프란티
- 노비스
- 안토니오